# オード・アミオ
オード・アミオ（Aude Amiot、1964年1月23日 - ）は、フランスの女優である。

## 人物・来歴
1992年7月 - 8月に撮影された、ジャン＝リュック・ゴダール監督の映画『ゴダールの決別』の出演を抜擢され、ジェラール・ドパルデューが演じた主人公が、神といっしょにいるところを目撃する女子学生役でデビュー、翌1993年9月8日、同作はフランスで公開された。同年、ゴダールのテレビ映画『子どもたちはロシア風に遊ぶ』でも、レフ・トルストイの小説『アンナ・カレーニナ』の主人公をモデルにした人物・アンナ・カレーニヌを演じた。
すでに36歳になっていた1997年に、アルノー・デ・パリエール監督の長篇デビュー作『ドランシー・アヴニール』で女子学生役で主演した。

## フィルモグラフィ
- 『ゴダールの決別』（Hélas pour moi）、監督ジャン＝リュック・ゴダール、1993年 - オード・アミエル役
- 『子どもたちはロシア風に遊ぶ』（Les enfants jouent à la Russie）、監督ジャン＝リュック・ゴダール、1993年 - アンナ・カレーニヌ役
- 『インディアン泳ぎ』（La nage indienne）、監督グザヴィエ・デュランジェ、1993年 - クローディーヌ役
- 『優しい狂気』（La folie douce）、監督フレデリック・ジャルダン、1994年 - ジュリー役
- 『彷徨う心』（Le coeur fantôme）、監督フィリップ・ガレル、1996年 - ベビーシッター役
- 『ドランシー・アヴニール』（Drancy Avenir）、監督アルノー・デ・パリエール、1997年 - 女子学生役・主演
- 『あるパッション』（Une passion）、監督イヴ・ベルナノ、短篇映画、1998年
- 『フリュクス』（Flux）、監督フロラン・ジェスタン、短篇映画、2003年

## 関連事項
- アルノー・デ・パリエール （fr:Arnaud des Pallières）

## 註
1. ↑  Roberto Chiesi, Jean-Luc Godard, Roma : Gremese, ISBN 888440259X, p.113.